# Erich Wiesner
Erich Wiesner (ur. 17 kwietnia 1897 w Szczecinie, zm. 16 października 1968 w Schwerinie) – niemiecki polityk i działacz samorządowy, członek Komunistycznej Partii Niemiec KPD.
Był drugim, po zdobyciu przez Armię Czerwoną Szczecina w dniu 26 kwietnia 1945, burmistrzem niemieckiej części miasta (Dystrykt IV Stettin-Zabelsdorf). Funkcję tę pełnił od 8 maja równolegle z prezydentem polskiej części Piotrem Zarembą – obaj podlegali pułkownikowi Armii Czerwonej Aleksandrowi A. Fiedotowowi – wojskowemu komendantowi miasta. Stanowisko sprawował do 5 lipca 1945 roku, kiedy to Szczecin w całości przeszedł w ręce polskie.